# Karel Šebor

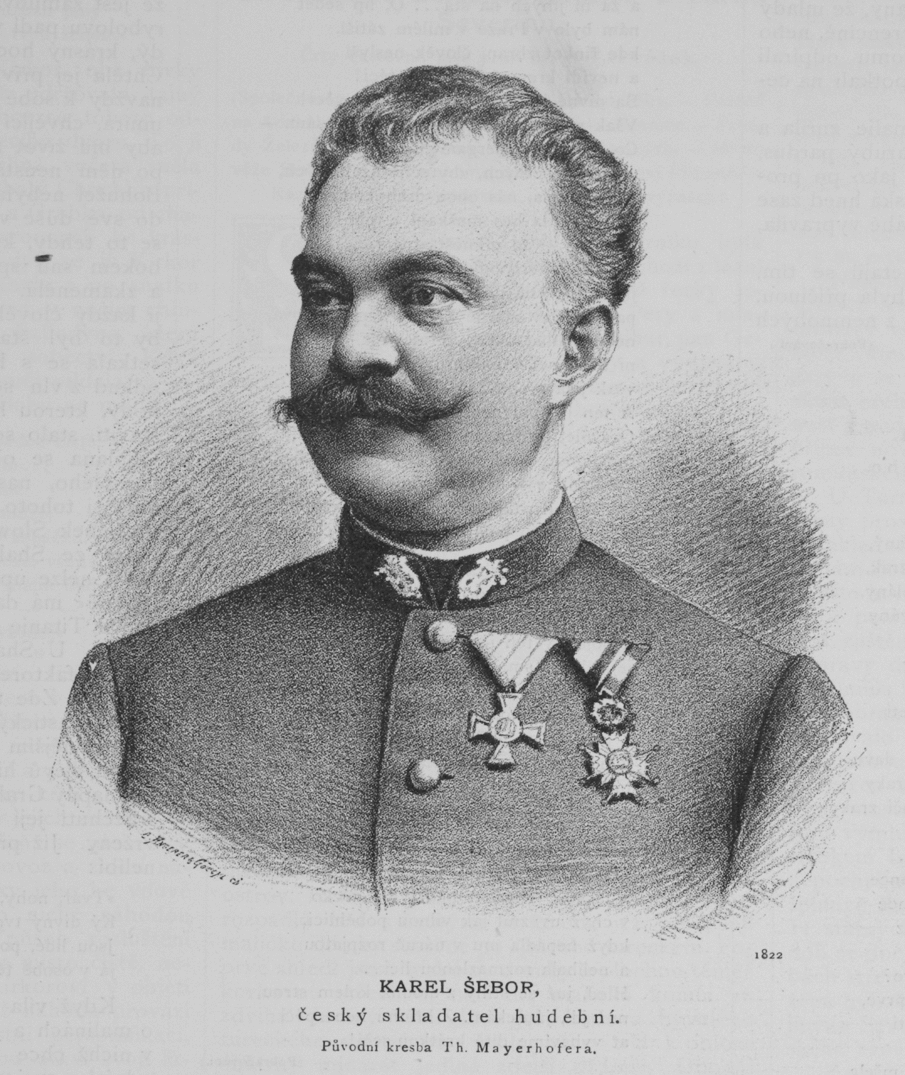
Karel Šebor (1886)

Karel Šebor (* 13. August 1843 in Brandeis; † 18. Mai 1903 in Königliche Weinberge, Prag) war ein tschechischer Komponist.

## Leben
Zur Musik führte ihn sein Großvater, ein Lehrer, bei dem er auch erzogen wurde. Mit zwölf Jahren besuchte er das erste Mal das Prager Konservatorium, damals unter Leitung von Jan Bedřich Kittel. 1861 übernahm er eine Stelle als Musiklehrer im damals russischen Polen, 1863 bot man ihm die Stelle des Theaterkapellmeisters in Erfurt an. Dort blieb er bis 1865, als er zum 2. Kapellmeister des Landestheaters in Prag berufen wurde. Hier wurden fünf von ihm geschriebene Opern uraufgeführt. 1871 verließ er Prag wegen Auseinandersetzungen mit der Theaterleitung und nahm die Stelle des ersten Kapellmeisters in Lemberg an. Wegen Erfolglosigkeit bewarb er sich als Kapellmeister des Militärorchesters zunächst bei der Infanterietruppe in Kaschau. Beim Militär blieb er 20 Jahre. Erst ein halbes Jahr vor seinem Tod kehrte er in das Zivilleben zurück und wurde zum Stadtkapellmeister ernannt.

## Werke

### Instrumentalstücke
- Konzertouvertüren (1860) uraufgeführt am Prager Konservatorium
- Streichquartett (1860)
- Große Kantate zur Eröffnung des Nationaltheaters
- Májová noc, Kantate

Daneben komponierte er zahlreiche Quintette, Klavierstücke, Lieder und Militärmusik.

### Opern
- Templáři na Moravě (1865), eine der ersten Opern in tschechischer Sprache
- Drahomíra (1867)
- Husitská nevěsta (1868)
- Blanka (1870), Libretto Eduard Rüffer
- Zmařená svatba (1879), Libretto Marie Červinková-Riegrová